# Archiborborus hirtus
Archiborborus hirtus är en tvåvingeart som först beskrevs av Jacques-Marie-Frangile Bigot 1888.  Archiborborus hirtus ingår i släktet Archiborborus och familjen hoppflugor. Inga underarter finns listade i Catalogue of Life.